# مری کریج
مری کریج (انگلیسی: Mary Kerridge؛ ۳ آوریل ۱۹۱۴ – ۲۲ ژوئیهٔ ۱۹۹۹) یک هنرپیشه اهل انگلستان بود.
از فیلم‌ها یا برنامه‌های تلویزیونی که وی در آن نقش داشته است می‌توان به آنا کارنینا، ریچارد سوم اشاره کرد.